# Cantone di Alto di Casacconi
Il Cantone di Alto di Casacconi era una divisione amministrativa dell'arrondissement di Corte.
Ha fatto parte dell'arrondissement di Bastia fino al 1º gennaio 2010 quando è passato all'Arrondissement di Corte, insieme ad altri tre cantoni.
A seguito della riforma approvata con decreto del 26 febbraio 2014 che ha avuto attuazione dopo le elezioni dipartimentali del 2015, è stato soppresso.
I 13 comuni facenti parte prima della riforma del 2014 erano:
- Bigorno
- Campile
- Campitello
- Canavaggia
- Crocicchia
- Lento
- Monte
- Olmo
- Ortiporio
- Penta-Acquatella
- Prunelli di Casacconi
- Scolca
- Volpajola

## Toponimo
La denominazione del cantone fa riferimento alla pieve di Casacconi, la locale circoscrizione ecclesiastica e amministrativa rimasta in vigore fino all'annessione della Corsica alla Francia.
Nel nome ufficiale francese Alto-di-Casaconi non è stata mantenuta la doppia C nel nome della pieve, rimasto invece invariato nella lingua corsa e nella denominazione ufficiale del comune di Prunelli di Casacconi.